# Bajo quinto
El bajo quinto es un instrumento musical de cuerda pulsada de origen mexicano. El bajo quinto está conformado por una caja de resonancia compuesta por tapa, aros y fondo, y un mástil en cuya cara anterior se encuentra el diapasón, que cuenta con trastes. 
Se tiene una gran diferencia con el bajo sexto en la cantidad de cuerdas, siendo que el bajo sexto tiene doce cuerdas y el bajo quinto diez. 

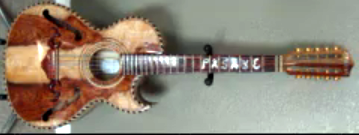

A los músicos que ejecutan este instrumento se les llama bajo quintistas. 
Lleva cinco pares de cuerdas de acero, afinadas por pares. Los pares de cuerdas se numeran de abajo hacia arriba (es decir, de más agudo a más grave) y se afinan por cuartas: La-Re-Sol-Do-Fa, del quinto par al primero. 
Los tres primeros pares de cuerdas se afinan a la misma frecuencia, mientras que los pares cuarto y quinto se componen de cuerdas de distinto diámetro, con la más gruesa afinada una octava más abajo que la otra. 
Recibe el nombre "bajo" por las notas bajas que produce, y "quinto" por poseer cinco pares de cuerdas.
Es un instrumento que fabrican artesanalmente lauderos que generalmente heredan el oficio. 
Empleado en un principio para la música regional mexicana acompañado de acordeón, ganó popularidad en la creación de estilos como las polkas, corridos posrevolucionarios y la redova.

## Historia
En la Mixteca Baja —es decir la región comprendida por Huajapan, Juxtlahuaca, Silacayoapan, Putla y Jamiltepec— existió "una manera instrumental y orquestal muy precisa que identificaba perfectamente qué era, quién tocaba y cuándo se tocaba la chilena o yaa sii (música alegre)". Aunque se desconocen las fechas exactas, para el siglo XIX el violín y el bajo quinto eran la unidad musical principal. Según algunas versiones, este instrumento deriva de la vihuela barroca tesitura bajo. Otros musicólogos, como Juan Guillermo Contreras, la ven más ligada al instrumento italiano conocido como chitarra battente. La chitarra battente es similar al bajo quinto en tanto que tiene cinco órdenes dobles de cuerdas, 10 cuerdas en total, y cuerdas de metal, y el cuerpo es muy similar: cuerpo grande y cuello grande.